# Короткохвостка
Короткохвостка (лат. Urosphena squameiceps) — один из видов в семейства короткокрылых камышовок (Cettiidae).

## Описание

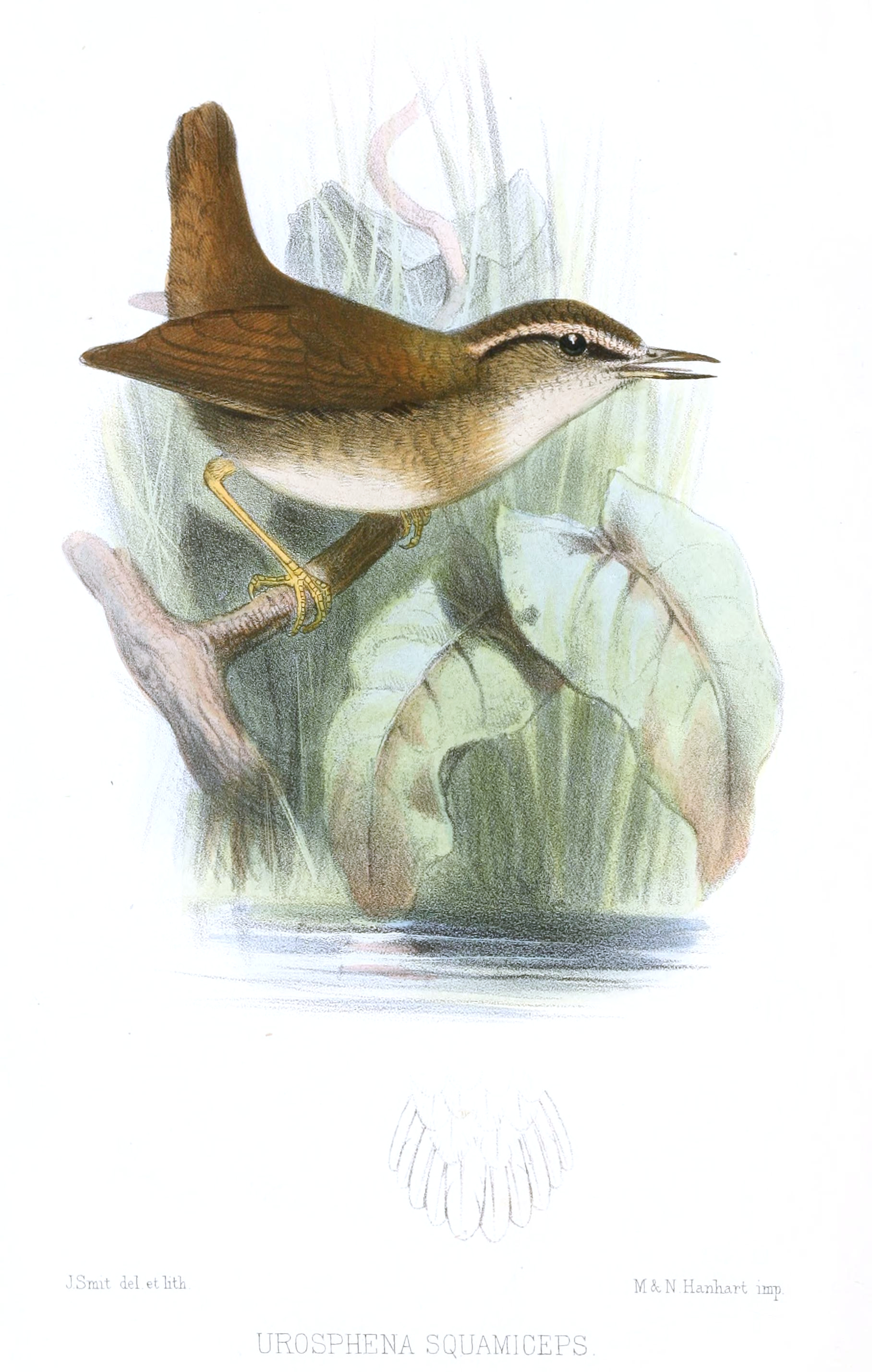
Рисунок Й. Смита, 1877

Верх тела коричневато-бурый, на голове тёмный чешуйчатый рисунок, бровь желтовато-беловатая, полоска от клюва через глаз чёрно-бурая, низ светлый, почти белый. Хвост почти всегда вздёрнут.

### Отличия от сходных видов
От крапивника отличается светлым низом и яркой беловатой бровью.

## Распространение
Обитает в Китае, Японии, Северной и Южной Кореях и на юге Приморья в России. Очень редко гнездится на крайнем юге Сахалина.
Зимует на Тайване, в южном Китае, Лаосе, Мьянме, Непале, на Филиппинах, Таиланде и Вьетнаме. Четыре раза зимовка отдельных птиц отмечалась на Окинаве.

### Биотопы

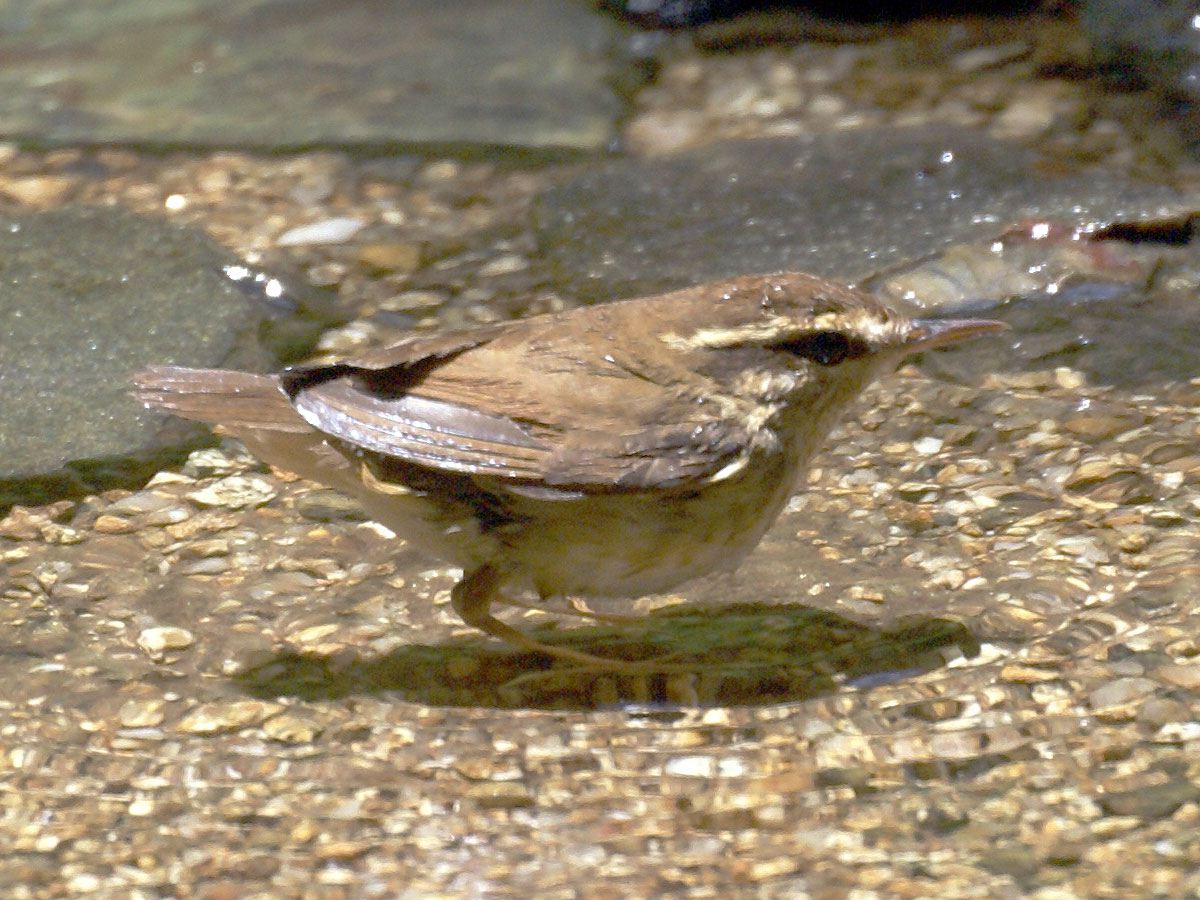
Купается

Обитатель южно-уссирийской тайги, где встречается в смешанных кедрово-широколиственных и реже в лиственных лесах. Обычная, местами многочисленная птица. Предпочитает участки леса с густым подлеском, большим количеством бурелома и валежника. Гнездится также в приручьевых ольшаниках и в зарослях крапивы по берегам ручьёв.
В Китае обитатель густого подлеска хвойных или лиственных лесов ниже 1300 м. Во время зимовок в более открытых кустарниковых местообитаниях поднимается до высот 2100 м.

## Гнездование
В Приморье появляется в конце апреля (24—29 апреля). Для гнездования выбирает небольшой участок, иногда соответствующий лишь крупной куче хвороста И живёт в нем постоянно. Количество удобных убежищ, определяет плотность популяции (иногда одна пара от другой селиться в 200—300 метрах и даже дальше).
Песня — стрекотание, напоминающая песню цикады. Самцы поют всю вторую половину мая и весь июнь.
- Песня короткохвостки на сайте xeno-canto.org
- Другой вариант песни короткохвостки на сайте xeno-canto.org

Гнездо строит в небольшой ямке на земле под защитой кустов или валежника. Кладка в мае — июне из 5-7 розовато-белых яиц с светло-фиолетовым или пурпурно-розоватым крапом и красновато-роговыми пестринами и пятнами. Размеры яиц 15,3-17,3 х 13,0-14,0 мм. В Японии неоднократно у этого вида отмечалось помощничество, что предполагает возможность у этого вида коммунального гнездования.

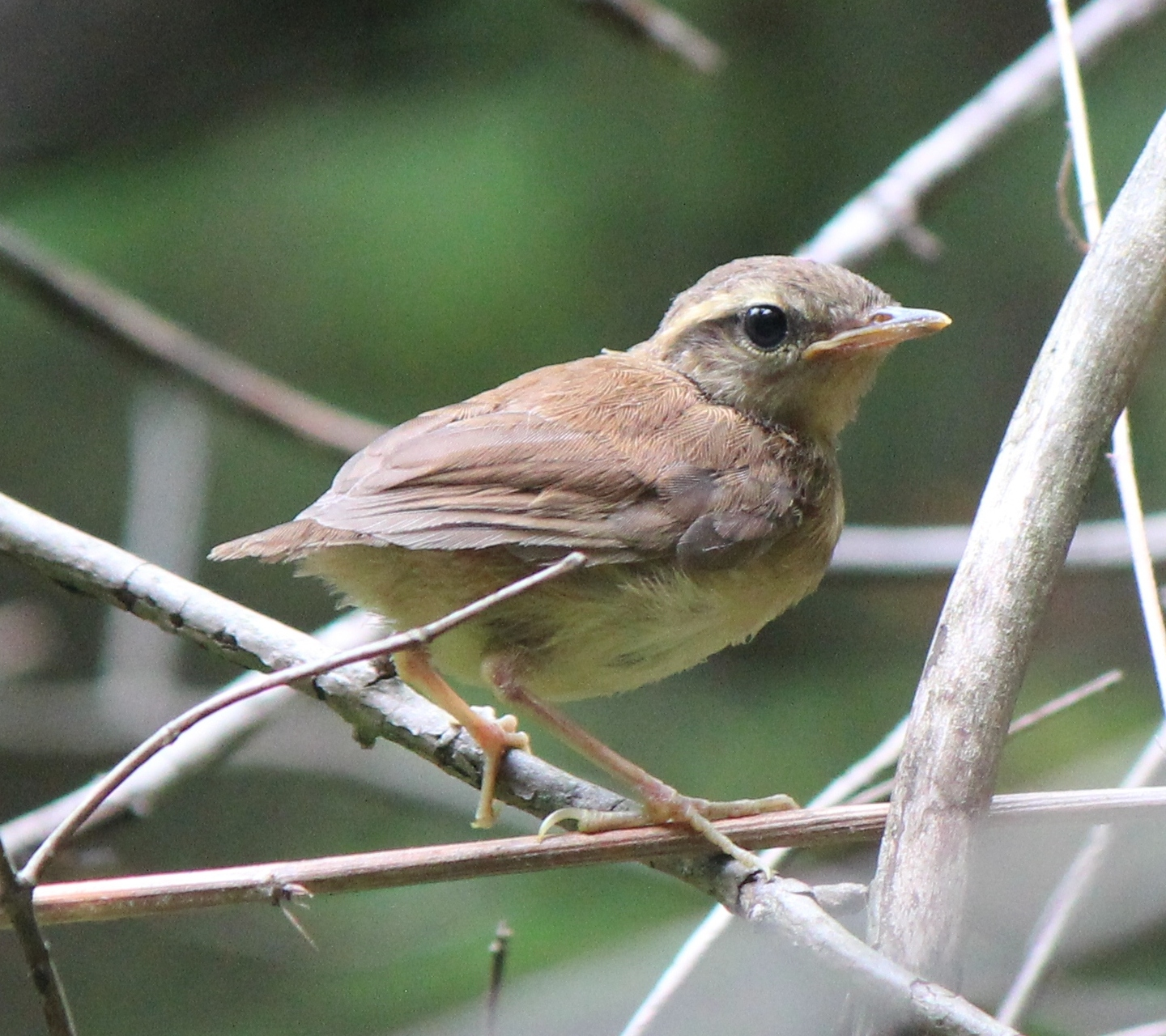
Слёток

После вылета из гнезда слётки какое-то время держатся вместе на земле. Если их побеспокоить, они стремительно разлетаются в разные стороны. Взрослые в таких ситуациях подлетают близко к наблюдателю и тревожно стрекочут. После исчезновения источника тревоги птенцы, перекликаясь, собираются вновь.

## Миграции
Отдельные особи остаются в гнездовом ареале в Приморье до начала октября. Во время пролёта постоянно издаёт особый позыв, звучащий как «чмок, чмок», который то усиливается, то затихает. При этом птица сидит совершенно неподвижно где-нибудь на кончике ветви, и заметить её очень трудно.
- «Чмокающие» звуки короткохвостки на местах зимовки (сайт xeno-canto.org)